# Helianthemum nitidum
Helianthemum nitidum là một loài thực vật có hoa trong họ Nham mân khôi. Loài này được Clementi mô tả khoa học đầu tiên.